# لئو کلارتی
لئو کلارتی (به فرانسوی: Léo Claretie) روزنامه‌نگار، رمان‌نویس و منتقد ادبی قرن نوزدهم میلادی اهل فرانسه است.